# A magyar női labdarúgó-válogatott 2013. augusztus 22-i mérkőzése
Előző mérkőzés - Következő mérkőzés
A magyar női labdarúgó-válogatott barátságos mérkőzése Csehország ellen, 2013. augusztus 22-én a Balaton Kupa keretében a harmadik helyért. A találkozó 3–1-es cseh győzelemmel zárult, így a magyar csapat negyedik lett a tornán.

## Keretek
| Magyarország      | Magyarország | Magyarország | Magyarország     |
| Név               | Kor          | Vál./Gól     | Klub             |
| ----------------- | ------------ | ------------ | ---------------- |
| Szőcs Réka        | 23 éves      | 40 / 0       | MTK Hungária     |
| Németh Júlia      | 21 éves      | 4 / 0        | Ferencvárosi TC  |
| Szeitl Szilvia    | 26 éves      | 45 / 0       | 1. FC Femina     |
| Gál Tímea         | 28 éves      | 51 / 0       | MTK Hungária     |
| Tálosi Szabina    | 24 éves      | 41 / 4       | FC Südburgenland |
| Tóth Alexandra    | 21 éves      | 30 / 0       | Viktória FC      |
| Demeter Réka      | 21 éves      | 26 / 0       | MTK Hungária     |
| Szabó Viktória    | 16 éves      | 3 / 0        | Ferencvárosi TC  |
| Tell Zsófia       | 21 éves      | 6 / 0        | MTK Hungária     |
| Szabó Boglárka    | 20 éves      | 23 / 1       | Astra Hungary FC |
| Smuczer Angéla    | 31 éves      | 83 / 2       | MTK Hungária     |
| Csiszár Henrietta | 19 éves      | 18 / 2       | MTK Hungária     |
| Rácz Zsófia       | 24 éves      | 39 / 4       | 1. FC Lübars     |
| Palkovics Nóra    | 18 éves      | 4 / 0        | MTK Hungária     |
| Sipos Lilla       | 21 éves      | 28 / 5       | FC Südburgenland |
| Fenyvesi Evelin   | 16 éves      | 1 / 0        | Ferencvárosi TC  |
| Zágor Bernadett   | 23 éves      | 24 / 2       | MTK Hungária     |
| Pádár Anita       | 34 éves      | 107 / 38     | MTK Hungária     |
| Vágó Fanny        | 22 éves      | 45 / 23      | MTK Hungária     |
| Kaján Zsanett     | 15 éves      | 6 / 1        | Ferencvárosi TC  |

| Csehország | Csehország | Csehország | Csehország |
| Név        | Kor        | Vál./Gól   | Klub       |
| ---------- | ---------- | ---------- | ---------- |

 megjegyzés: Az adatok a mérkőzés napjának megfelelőek!

## Az összeállítások
| 2013. augusztus 22. 14:00 |

| Magyarország | 1 – 3   | Csehország                    |
| ------------ | ------- | ----------------------------- |
| Kaján 88'    | (0 – 1) | Divišová 6' 82' Pivoňková 78' |

| Balatonfüred |

| Magyarország | Csehország |

| MAGYARORSZÁG:        |    |                   |             |
|                      |    |                   |             |
| K                    | 1  | Szőcs Réka        |             |
| V                    | 9  | Szeitl Szilvia    | 68'         |
| V                    | 2  | Tell Zsófia       | 20'         |
| V                    | 17 | Demeter Réka      |             |
| V                    | 20 | Szabó Viktória    |             |
| KP                   | 3  | Csiszár Henrietta | a szünetben |
| KP                   | 6  | Smuczer Angéla    | a szünetben |
| KP                   | 16 | Szabó Boglárka    | a szünetben |
| CS                   | 8  | Pádár Anita       |             |
| CS                   | 10 | Vágó Fanny        |             |
| CS                   | 21 | Zágor Bernadett   | a szünetben |
| Cserék:              |    |                   |             |
| K                    | 22 | Németh Júlia      |             |
| V                    | 5  | Gál Tímea         | 20'         |
| KP                   | 15 | Rácz Zsófia       | a szünetben |
| KP                   | 14 | Fenyvesi Evelin   | a szünetben |
| KP                   | 13 | Palkovics Nóra    | a szünetben |
| CS                   | 11 | Kaján Zsanett     | 68'         |
| CS                   | 7  | Sipos Lilla       | a szünetben |
| Szövetségi kapitány: |    |                   |             |
| Vágó Attila          |    |                   |             |

| CSEHORSZÁG: |  |
|             |  |

## A mérkőzés
| „             | Annak ellenére, hogy az eredmény alapján sima vereségnek tűnik a meccs, egyáltalán nem játszottunk alárendelt szerepet, az első negyedórát és a meccs hajráját leszámítva pariban voltunk a csehekkel. A játékkal és az eredményességgel nem lehetek elégedett, de a futballisták hozzáállására nem lehetett panasz. Négy hasonló képességű csapat vett részt a tornán, nüanszok döntöttek a meccseken, sajnos ezúttal mindkét alkalommal vesztesen jöttünk ki az egyenlő erők csatájából, mégsem vagyok elkeseredve, azt mondom, inkább most jöjjenek elő a hibák, mint később a tétmérkőzéseken. Az MTK játékosai tizenkét nap alatt hat meccset játszottak, és ez bizony nem múlt el nyom nélkül, érthetően fáradtabban mozogtak a szokásosnál, ami sokat számított a kiélezett mérkőzéseken. Levonjuk a szükséges tanulságokat, és próbálunk javítani a következő felkészülési meccseken, de a legfontosabb, hogy a vb-selejtezőket a lehető legjobb formában kezdjük meg. | ” |
| – Vágó Attila | |   |

## Örökmérleg a mérkőzés után
| Magyarország | :         | Csehország |
| ------------ | --------- | ---------- |
| 2            | Győzelem  | 2          |
| 2            | Döntetlen | 2          |
| 13           | Gólok     | 14         |
| 8/18         | Pontok    | 8/18       |
| 44           | %         | 44         |